# Noël Devisch
Noël Raymond baron Devisch (Brugge, 6 maart 1943) is een Belgisch landbouwingenieur. Hij was voorzitter van de Boerenbond.

## Levensloop

### Familie en studies
Zoon van Raymond Devisch en Maria-Irma Vandevelde, die een gezin met tien kinderen hadden, groeide hij op in de landbouwuitbating van zijn ouders in Sint-Andries. Hij volbracht zijn middelbare studies aan het Sint-Lodewijkscollege te Brugge (retorica 1962).
Hij studeerde voor landbouwingenieur aan de Katholieke Universiteit Leuven, behaalde een Master of Sciences in Agricultural Management aan de University of Reading in het Verenigd Koninkrijk en promoveerde tot doctor in de landbouweconomie aan de University of Missouri in de Verenigde Staten.
Hij trouwde in 1971 met advocaat Mia Declercq (Ardooie, 1947). Ze hebben een zoon en een dochter.

### Loopbaan
Van 1967 tot 1972 en van 1976 tot 1978 was Devisch onderzoeker in het toenmalig Landbouw Economisch Instituut. Van 1973 tot en met 1975 was hij assistent aan de University of Missouri. In 1979-1980 werkte hij op het kabinet van minister van Landbouw Albert Lavens. In 1981 werd hij ambtenaar bij de Europese Commissie en van 1985 tot 1989 werkte hij op het kabinet van Frans Andriessen, ondervoorzitter van de Europese Commissie, en vervolgens op het kabinet van Europees Commissaris Ray MacSharry.
In 1989 werd hij lid van het hoofdbestuur van de Boerenbond. In 1992 werd hij ondervoorzitter en in 1995 voorzitter van deze organisatie, in opvolging van Robert Eeckloo. Hij was ook voorzitter van vennootschappen geafflieerd aan de Boerenbond:
- SBB, het accountancybedrijf van de Boerenbond,
- MRBB, de financiële holding van de Boerenbond,
- BB-Patrim, grootste aandeelhouder van de MRBB,
- Aktiefinvest, de immovennootschap van de Boerenbond,
- Acerta, de socialedienstengroep van de Boerenbond.

Ook was hij bestuurder van AVEVE, het land- en tuinbouwbedrijf van de Boerenbond. Hij was ook voorzitter van de Vlaamse Land- en Tuinbouwraad. Van 1999 tot 2001 was hij voorzitter van de Europese koepel van landbouworganisaties COPA.
In 1998 werd Devisch bestuurder van Almanij en aansluitend van 2005 tot 2010 van de bank-verzekeraar KBC Groep. Hij was tevens bestuurder van herverzekeringsdochter Secura en KBC Verzekeringen. Hij was ook regent van de Nationale Bank van België.
Hij was ook deeltijds hoogleraar in de faculteit Bio-ingenieurswetenschappen van de Katholieke Universiteit Leuven.
Zijn mandaten gelinkt aan de Boerenbond en KBC Groep beëindigde hij bij zijn pensioen in 2008. Piet Vanthemsche volgde hem op.
In 2008 werd Devisch voorzitter van de Zeebrugse Visveiling nv. Hij vervulde dit mandaat tot in 2015. Ook werd hij in 2008 bestuurder van suikerfabrikant Iscal Sugar.
Andere activiteiten:
- bestuurder van het Vlaams-Europees Verbindingsagentschap (2007-2008)
- voorzitter van de raad van bestuur van Oude Abdij Kortenberg (2008-2022)

## Publicaties
- Meerdere wetenschappelijke publicaties
- Waar is die boer gebleven?, Leuven, Davidsfonds, 2008 (samen met Jacques van Outryve)

## Onderscheidingen
- België
  - 2008: opname in de erfelijke adel met de persoonlijke titel baron
  - commandeur in de Leopoldsorde
  - 2008: 'Medaille van verdienste' van de stad Leuven[5]
- Frankrijk: ridder in het Erelegioen